# Inter-National-League
Inter-National-League (zkráceně INL) byla profesionální středoevropská liga ledního hokeje, které se účastnily týmy z Rakouska, Slovinska a Itálie. Založena byla v roce 2012 odchodem druholigových rakouských klubů do společně soutěže se Slovinci. Liga byla pořádána svazy Rakouska i Slovinska. Slovinské týmy hrály souběžně s touto soutěží o titul mistra Slovinska. V sezóně 2013/14 se soutěže zúčastnilo i pět týmů z Itálie. Právě s italskou nejvyšší soutěží poté byla liga v roce 2016 sloučena do Alps Hockey League.

## Přehled účastníků ligy
- EC Bregenzerwald (2012–2016)
- VEU Feldkirch (2012–2016)
- EHC Lustenau (2012–2016)
- EK Zell am See (2012–2016)
- EC Kitzbühel (2014–2016)
- KSV Eishockey (2014–2016)
- Slavija Lublaň (2012–2016)
- HK Triglav Kranj (2012–2015)
- HK MK Bled (2013–2015)
- HK Celje (2013–2016)
- HDD Jesenice (2013–2016)
- HDK Stavbar Maribor (2013–2014)
- HC Neumarkt (2013–2014)
- HC Gherdëina (2013–2014)
- HC Eppan Pirates (2013–2014)
- HC Merano (2013–2014)
- SV Kaltern (2013–2014)

## Přehled celkových vítězů v Inter-National-League
Zdroj: 
| Klub             | Tituly | Vítězné ročníky  |
| ---------------- | ------ | ---------------- |
| EC Bregenzerwald | 2      | 2012/13, 2015/16 |
| HC Neumarkt      | 1      | 2013/14          |
| EHC Lustenau     | 1      | 2014/15          |